# Ісак Гаврас
Ісак Гаврас або Ісак Габрас (д/н — 1475) — князь держави Феодоро в Криму в 1458–1474 роках з династії Гаврасів. У генуезців відомий як Саїк, у московитів — Ісайко, у кримських татар — Кях'ябей (Кейхібі)

## Життєпис
Був сином князя держави Теодоро Олексія I Гавра. Його брати були попередніми правителями Теодоро: Олексій II Гавра (1434–1444) та Івана Гавра (1444–1460). Панував після смерті останнього. У татарських джерелах відомий як Кях'ябей, що приблизно перекладається як молодший князь чи заступник князя. Це пов'язано з тим, що з 1434 року Ісак був співправителем братів Олексія II і Івана, згодом лише Івана. Мав володіння у західній частині князівства. Лише у 1465 року стає більш відомий під власним ім'ям Ісак, що свідчить про посилення самостійностій від Кримського ханства.
1469/1470 року відвідав Каффу, де уклав мирну угоду з генуезцями, де домовився про спільні дії проти зовнішніх ворогів. 1471 року особисто відвідав Каффу. Натомість невдовзі князь Феодоро отримав 2 скриньки дротиків. Його небога Марія 1472 року стала дружиною Штефана III Великого, господаря Молдови.  1474 року вів перемовин з московським послом Микитою Беклемішевим щодо шлюбу між донькою Ісака, ім'я якої невідоме, та сина великого князя Івана III — Іваного Молодого, які завершилися успішно. 
Через проосманську орієнтацію у зовнішній політиці його було вбито чи повалено у січні 1475 року. За одгією версією скинув небіж Олександра Гавра у 1474 році за підтримки молдовського господаря Штефана III, що надав 300 вояків. За іншою версією, більш вірогідною, Ісак помер внаслідок хвороби чи загинув під час замаху, владу перебрав його син, відомий під татарським ім'ям Техур, а вже останнього у червні 1475 року повалив його двоюрідний брат Олександр. Це стало приводом нападу на князівство Османської імперії.